# Tremolit
Tremolit je mineral iz amfibolske skupine silikatnih mineralov s sestavo Ca2Mg5[(OH,F)ǀSi4O11]2. Nastal je z metamorfizmom sedimentov, bogatih z dolomitom in kremenom. Tremolit tvori serije z aktinolitom in fero-aktinolitom. Čisti magnezijev tremolit je smetanasto bel, z naraščanjem vsebnosti železa pa postaja vedno bolj temno zelen. Njegova Mohsova trdota je 5 do 6. Nefrit, eden od dveh mineralov, ki tvorita poldrag kamen žad, je zelen različek tremolita. 
Vlaknata oblika tremolita je eden od šestih prepoznanih tipov azbesta. Vdihavanje njegovih vlaken je nevarno za zdravje in lahko povzroči azbestozo, pljučnega raka in druge vrste rakov. Vlaknate  tremolite se včasih najde kot nečistoče v vermikulitu, krizotilu, ki tudi sam  spada med azbeste, in lojevcu.

## Nahajališča
Tremolit je indikator stopnje metamorfoze, ker se pri visokih temperaturah pretvori v diopsid.
Tremolit so prvič opisali leta 1789 na nahajališču Campolungo, kanton Ticino, Švica. Nastal je kot rezultat kontaktnega metamorfizma s kalcijem in magnezijem bogatih silikatnih sedimentnih kamnin in v facijah zelenih skrilavcev, nastalih z metamorfozo ultramafičnih ali z magnezijevim karbonatom bogatih kamnin.  Med spremljajoče minerale spadajo kalcit, dolomit, grosular, diopsid, lojevec, forsterit, cummingtonit, ribekit in vinčit.

## Vlaknati tremolit
Tremolit je eden od šestih prepoznanih tipov azbesta. V Indiji izkopljejo okoli  40.200 ton tremolitskega azbesta letno (2012). Drugod se najde kot onesnaževalec.